# Gilbert Le Funk
Gilbert Le Funk es un DJ y productor español de música house. 

## Discografía

### Singles, EP y Remezclas
- 2023: Gilbert Le Funk -  "Rivamare"
- 2021: Gilbert Le Funk -  "When The Sun Goes Down"
- 2021: Gilbert Le Funk -  "Cruising Attitude"
- 2021: Gilbert Le Funk -  "Stay With Me"

- 2020: Gilbert Le Funk -  "Everyday"
- 2020: Gilbert Le Funk -  "L'Aventure Fantastique"
- 2020: Gilbert Le Funk -  "Outside"
- 2020: Gilbert Le Funk -  "Wanna Be Free"
- 2020: Gilbert Le Funk -  "Horny Flava"

- 2019: Gilbert Le Funk -  "Get Down"
- 2019: Steve Murrell -  "2 AM (Gilbert Le Funk Remix)"

- 2017: Jamiroquai -  "Automaton (Gilbert Le Funk Rework - Unreleased)"

- 2016: Gilbert Le Funk - "Your Love"
- 2016: Le Babar & MRKT feat. Ladybird - "All Up To You (Gilbert Le Funk Remix)"
- 2016: Gustavo Fk & Good2u - "That's My Way (Gilbert Le Funk Remix)"

- 2015: Gilbert Le Funk - "New Dawn"
- 2015: Gilbert Le Funk - "Macarella"
- 2015: Gilbert Le Funk - "Kaleidoscope"
- 2015: Gilbert Le Funk - "Housephine"
- 2015: Gilbert Le Funk - "Body Music"
- 2015: Gilbert Le Funk - "Funkinesia"
- 2015: Gilbert Le Funk - "That Girl"
- 2015: Tropicall & Gustavo Fk feat. Priscylla Lisboa - "2DaGroove (Gilbert Le Funk Remix)"
- 2015: CHIC featuring Nile Rodgers -  "I'll Be There (Gilbert Le Funk Rework - Unreleased)"
- 2015: Christian Álvarez -  "Without You (Gilbert Le Funk Remix)"

- 2014: Gilbert Le Funk - "Let The Beat Hit 'Em"
- 2014: Gilbert Le Funk - "Peanut Butter"
- 2014: Gilbert Le Funk - "Son Of A Gun"
- 2014: Gilbert Le Funk - "La Musique Fantastique"
- 2014: Gilbert Le Funk - "Las Salinas"
- 2014: Gilbert Le Funk - "Take Me To The Rhythm"
- 2014: Daniel Dalzochio feat. Guzzz - "Ben (Gilbert Le Funk Remix)"
- 2014: Lewis Ferrier feat. Mavis Acquah - "Love Is On Its Way (Gilbert Le Funk Remix)"
- 2014: Daniel Dalzochio – "Nega (Gilbert Le Funk Remix)"
- 2014: Daniel Dalzochio – "Bad (Gilbert Le Funk Remix)"
- 2014: David Caballero & Víctor Castillo - "I Need You (Gilbert Le Funk Remix)"
- 2014: The Sunchasers – "Heartbreakin' (Gilbert Le Funk Remix)"

- 2013: Gilbert Le Funk - "All About The 90s"
- 2013: Gilbert Le Funk - "Something"
- 2013: Gilbert Le Funk - "Do It All Night"
- 2013: Gilbert Le Funk - "Neon Stairs"
- 2013: Gilbert Le Funk - "One Life"
- 2013: Gilbert Le Funk - "Take Time"
- 2013: Gilbert Le Funk - "Back To Love"
- 2013: Gilbert Le Funk - "Paradise"
- 2013: Gilbert Le Funk - "Eden"
- 2013: Juanfra Muñoz feat. Susana Villegas - "This Is My Energy (Gilbert Le Funk Remix)"
- 2013: Rob Care - "Afreaka (Gilbert Le Funk Remix)"
- 2013: The Sunchasers - "Algo Hermoso (Gilbert Le Funk Remix)"
- 2013: Matt Correa - "Disco Fever (Gilbert Le Funk Remix)"
- 2013: Victor Soriano - "Love Koala (Gilbert Le Funk Remix)"
- 2013: The Sunchasers - "Utopia (Gilbert Le Funk Remix)"
- 2013: The Sunchasers - "Ecstasy (Gilbert Le Funk Remix)"
- 2013: Domscott – "Out Cold (Gilbert Le Funk Remix)"

- 2012: Gilbert Le Funk - "Single Belle"
- 2012: Gilbert Le Funk - "Hermosa Beach"
- 2012: Gilbert Le Funk - "Cookies & Cream"
- 2012: Gilbert Le Funk - "Un Jardin En Méditerranée"
- 2012: Gilbert Le Funk - "Bay Breeze"
- 2012: Hardsoul feat. Ron Carroll - "Back Together (Gilbert Le Funk Remix - Unreleased)"
- 2012: Rubén Álvarez - "Just Thoughts (Gilbert Le Funk Remix)"
- 2012: Matt Correa - "Greater Love (Gilbert Le Funk Remix)"
- 2012: Rob Care - "Music's Got Me (Gilbert Le Funk Remix)"

- 2011: Matt Correa & Alejandra Toledano - "Magic Fingers (Gilbert Le Funk Remix)"
- 2011: Fabio Bacchini feat. Brooke Russell - "Set Me Free (Gilbert Le Funk Remix)"

- 2010: Gilbert Le Funk - "Le Voyage EP"
  - Caronte (The Seven Bars Theme)
  - Ananke
  - Hara Yadori
  - Vril

- 2009: Gilbert Le Funk - "Afrikantastique Remixed"
- 2009: Gilbert Le Funk, Dj Bee & Kaysee - "If"
- 2009: DJ Floy - "Over The Hills (Gilbert Le Funk Remix)"
- 2009: Edmund feat. Karina & Rubén Morán on Sax - "All These Things (Gilbert Le Funk Remix)"
- 2009: Miguel Ángel Roca feat. Spider – "See You Again (Gilbert Le Funk Remix)"
- 2009: Jay Vegas - "Balearica (Gilbert Le Funk Remix)"
- 2009: Javi Reina feat. Marta Carlim - "Delirium (Gilbert Le Funk Remix)"

- 2008: Gilbert Le Funk - "Afrikantastique"
- 2008: Yves Larock – "Rise Up (Gilbert Le Funk Remix - Unreleased)"
- 2008: Josh The Funky One – "We All Need (Gilbert Le Funk Remix)"
- 2008: DJ Bee – "Love Will Make It Right (Gilbert Le Funk Remix)"

- 2007: DJ Disciple feat. Dawn Tallman – "Work It Out (Gilbert Le Funk Remix)"
- 2007: David Tort & Dj Ruff meet Ángel de Frutos – "L.A. Girls (Gilbert Le Funk Remix)"

- 2006: Dervish feat. Inaya Day – "I'm Keeping You (Gilbert Le Funk Remix)"
- 2006: MoD feat. Mindprint – "Without Love (Gilbert Le Funk Remix)"

- 2005: DJ Dove – "I Want It All (Gilbert Le Funk Remix)"
- 2005: Milesart Orchestra - "Time For Peace (Gilbert Le Funk Remix)"